# Mount Joy (contea di Lancaster, Pennsylvania)
Mount Joy è un comune (borough) degli Stati Uniti d'America, situato nello stato della Pennsylvania, nella contea di Lancaster.